# Стадион Хајндмарш
Стадион Хајндмарш (енгл. Hindmarsh Stadium), (такође познат као „Куперс стадион” под правом на именовање) је вишенаменски стадион у Хиндмаршу, унутрашњем западном предграђу Аделејд, Јужна Аустралија. То је дом аустралијског А-лигашког тима, Аделејд јунајтеда.
Стадион има капацитет од 16.500,од којих је 15.000 седишта, и дом је професионалног фудбалског (фудбалског) А-лигашког тима ФК Аделејд јунајтед|Аделејд јунајтед,  који редовно попуњава овај капацитет, и просечно имао преко 12.000 гледалаца на својим утакмицама током сезоне 2006/07. и 2007. године. Јунајтед је користио стадион за своје домаће утакмице и у лиги и у разним кампањама АФК Лиге шампиона. Стадион је домаћин пет мечева током ФИФА Светског првенства за жене 2023. и било је подвргнуто преуређењу источне трибине.

## Историја стадиона
Стадион је изграђен 1960. године, и налази се на месту које је некада било Хиндмарш Овал у којем је био смештен Фудбалски клуб Вест Торенс САНФЛ-а од 1905. до 1921. године. Током Првог светског рата, Патриотска фудбалска лига, група клубова САНФЛ-а која је желела да настави да игра фудбал током рата, играла је многе утакмице на том месту. Велико финале Патриотске фудбалске лиге 1916. одржано је на терену између Порт Аделејда и Вест Торенса, где је Порт Аделајд победио резултатом 7,11 (53) према 1,13 (19).
Стадион је реновиран у различитим приликама како би био домаћин догађаја као што су Светско првенство у фудбалу за У-20 1981. и 1993 године. и фудбалски турнир на Олимпијским играма у Сиднеју 2000. године.
Рекордна посета се догодила 2008. године, када је ФК Аделејд јунајтед|Аделејд јунајтед, после само 3 године постојања, играо финале Азијске Лиге шампиона против Гамба Осаке, гледало је 17.000 гледалаца.
Пиварска компанија Куперс је 2013. године купила име стадиона на период од 5 година.

## Фудбалске утакмице на Олимпијским играма 2000.
| Дате                | Тиме (АЦСТ) | Тим #1           | Резултат           | Тим #2   | Роунд        | Посета |
| ------------------- | ----------- | ---------------- | ------------------ | -------- | ------------ | ------ |
| 13. септембар 2000. | 18:30       | Нигерија         | 3 : 3              | Хондурас | Групна фаза  | 13.386 |
| 14. септембар 2000. | 18:30       | Јужна Кореја     | 0 : 3              | Шпанија  | Групна фаза  | 14.060 |
| 16. септембар 2000. | 18:30       | Италија          | 3 : 1              | Хондурас | Групна фаза  | 18.301 |
| 17. септембар 2000. | 18:30       | Јужна Кореја     | 1 : 0              | Мароко   | Групна фаза  | 12.753 |
| 19. септембар 2000. | 18:30       | Италија          | 1 : 1              | Нигерија | Групна фаза  | 18.430 |
| 20. септембар 2000. | 18:30       | Јужна Кореја     | 1 : 0              | Чиле     | Групна фаза  | 16.309 |
| 23. септембар 2000. | 18:30       | Сједињене Државе | 1 : 1 (5 : 4 пен.) | Јапан    | Четвртфинале | 18.345 |

## Фудбалске утакмице на Светском првенству у фудбалу за жене 2023.
| Дате            | Тим #1       | Резултат | Тим #2   | Роунд         | Посета |
| --------------- | ------------ | -------- | -------- | ------------- | ------ |
| 24. јул 2023.   | Бразил       | 4 : 0    | Панама   | Групна фаза   | 13.142 |
| 28. јул 2023.   | Кина         | 1 : 0    | Хаити    | Групна фаза   | 12.675 |
| 30. јул 2023.   | Јужна Кореја | 0 : 1    | Мароко   | Групна фаза   | 12.886 |
| 1. август 2023. | Кина         | 1 : 6    | Енглеска | Групна фаза   | 13.497 |
| 8. август 2023. | Француска    | 4 : 0    | Мароко   | Осмина финала | 13.557 |